# 法兴寺 (东城区)
39°54′57″N 116°25′44″E / 39.9158112°N 116.4289559°E
法兴寺位于北京市东城区金宝街51号，是一座汉传佛教寺院。

## 简介
法兴寺始建于明朝崇祯年间，是北京地区现存不多见的明代建筑。其原址位东城区建国门内盛芳胡同99号（原来为什坊院38号）。中华人民共和国成立后，一直是齐齐哈尔市驻京办事处所在地。
2002年建国门内地区危改时，文物部门发现了法兴寺，并确定将加以保护。但该寺原址被规划为一栋住宅楼，文物部门力争原址保护未果，最终决定迁建。法兴寺除建筑具有文物价值外，还有遍布其中但已很模糊的壁画，被专家鉴定为明代壁画作品，画面虽然面积不大，但绘有人物82个。在专家指导下，工人手工逐层拆掉背砖，托以衬板，将壁画完整揭取下来。法兴寺大殿从原址东移300米，至金宝街北侧，门牌号为金宝街51号，大殿的建筑面积216平方米，壁画重新安装在原位置。2003年10月21日，北京市东城区文化委员会、北京城市开发集团股份公司、《古建园林技术》编辑部、北京东兴建筑古建分公司在金宝街的法兴寺殿内共同举办法兴寺迁建学术研讨会。
如今，法兴寺仅存大殿。大殿西侧有一门，进门可到大殿北侧院落。门以西的墙上嵌有一块石碑，记述了该寺的迁建过程：
“法兴寺”始建明朝崇祯年间。传为正德权宦刘瑾的家庙。距今三百余年。“法兴寺”旧殿原址建国门内盛芳胡同99号（原什坊院38号）。2002年东城区建国门内危房改造，由原址平行东移300米迁移至此，铭石以记。
北京城市开发集团有限责任公司

2003年8月